# 辛迪·希恩
辛迪·希恩（英語：Cindy Sheehan，1957年7月10日—），美國社會運動家，加州人，前反战运动人物，被稱为「和平母親（Peace Mom）」或“反战母亲”。

## 痛失愛子與加入反戰運動
2004年4月4日，希恩的儿子凯西在伊拉克战争開始一年后在伊拉克身亡。2005年，希恩在美國總統小布什的農莊外求見喬治·沃克·布希，要求布希向她解釋她兒子到底是為什麼高貴的目標而死，卻因為闖入私人地點，布希家的農莊而被捕。遭到布希阻擋接見與躲避回答後，希恩开始参加抗议美国总统小布什伊拉克政策的活动，并成为美国反战运动的“中心人物”。希恩說：「我現在認為戰爭是為了石油、以色列和布希的朋友們的財富；我認為兒子不值得為之戰死。」
2006年3月6日，希恩同其他20多人在联合国总部举行反战请愿，呼吁联合国制止伊拉克战爭，在请愿过程中与另外3人曾被美国纽约警察逮捕。

## 退出反戰運動

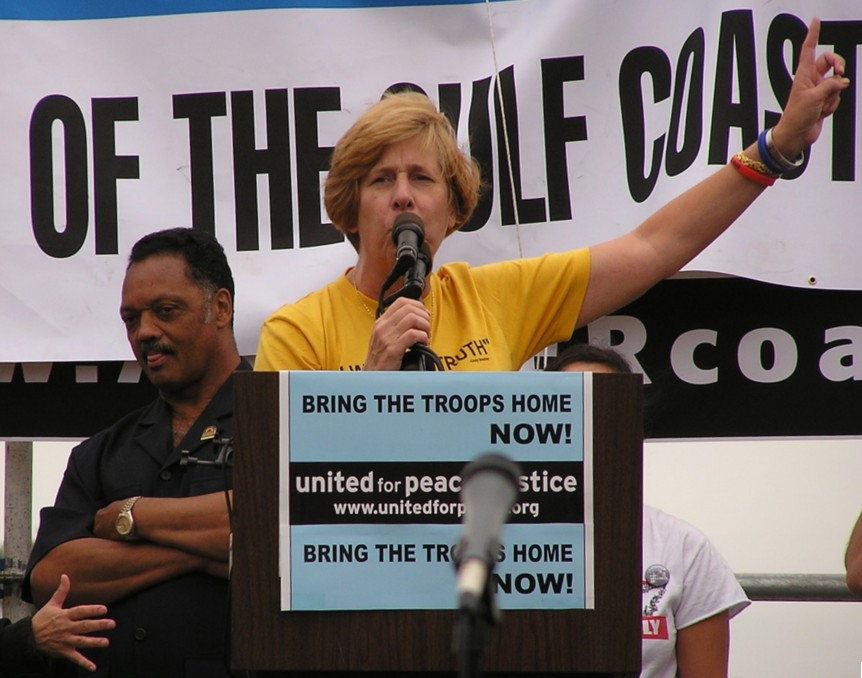
辛迪·希恩高喊：「不要再多讓一個士兵去送死！」 (Photo: Richard Block)

2006年11月，由於越來越多的美國人對伊拉克戰爭產生反感，反戰團體支持的民主黨以攻擊布希的伊拉克政策為口號，在中期選舉獲勝，歷12年重新控制了美國的參議院與眾議院兩院。但民主黨卻在2007年5月24日幫布希通過了1200億美元的緊急戰爭撥款法案，而且不要求布希提供從伊拉克撤出的時間表，希恩因此宣布退出民主黨。
2007年5月28日，希恩在Daily Kos網誌上公開宣布，她決定不再擔任美國反戰運動代言人。希恩表示，民主黨的妥協讓她感到受到背叛，也開始醒悟:「布希永不會受到彈劾，民主黨不會窮追猛打，否則便要自揭瘡疤。」她認為，美國的兩黨制早已徹底腐化，發動戰爭的集團用利益操縱了布希，共和黨，甚至還包括了民主黨，民主黨政客們只是想利用反戰運動來索求更多利益，他們彼此狼狽為奸，因此民主黨絕不會揭露整個集團的瘡疤。而民主黨對她個人的攻擊，讓她更深刻體認到了這個真相。「這個國家正由戰爭機器控制，他們甚至企圖控制我們的思想。我心痛自己多年來相信這體制。」 （页面存档备份，存于）
希恩表示，作為單一個人，她已為反戰運動付出太多，而現在是交給美國人自己的時候了。